# Roger Albin
Pour les articles homonymes, voir Albin.
Roger Albin est un violoncelliste, chef d'orchestre et compositeur français né le 30 septembre 1920 à Beausoleil (Alpes-Maritimes) et mort le 1er juin 2001 à Strasbourg (Bas-Rhin).

## Biographie
Roger Albin naît le 30 septembre 1920 à Beausoleil,,.
Il commence l'apprentissage du violoncelle à l'âge de six ans avec Umberto Benedetti à Monte-Carlo puis étudie au Conservatoire de Paris, où il obtient un 1er prix dans la classe de Paul Bazelaire en 1936 et travaille également l'écriture avec Noël Gallon, la composition avec Henri Büsser et Darius Milhaud, et l'analyse avec Olivier Messiaen,.
Il devient violoncelliste à l'Orchestre de Monte-Carlo puis à l'Orchestre de l'Opéra de Paris et à la Société des concerts du Conservatoire.
Roger Albin se produit également en duo avec le pianiste Claude Helffer entre 1949 et 1957 et, suivant les conseils de Roger Désormière, Carl Schuricht et Hans Rosbaud, commence une carrière de chef d'orchestre.
En 1957, il est nommé chef des chœurs de l'Opéra-Comique, avant de s'illustrer en province, à Nancy à partir de 1960, à Toulouse à compter de 1962, enfin à Strasbourg, où il dirige l'Orchestre de la radio de Strasbourg entre 1966 et 1975, créant de nombreuses partitions contemporaines. À la dissolution de l'orchestre, il rejoint l'Orchestre national de France comme violoncelliste, entre 1978 et 1981. Il est aussi membre du sextuor à cordes de l'ONF,,.
Il retourne ensuite en Alsace et devient professeur au Conservatoire de Strasbourg entre 1981 et 1987,.
Roger Albin est le créateur à la baguette d'œuvres d'André Boucourechliev (Faces, 1972), Philippe Capdenat (Le Silence de l'oiseau et la paix, 1976), Ivo Malec (GAM(m)Es, 1971), Henri Martelli (Rapsodie pour violoncelle, 1967) et Tolia Nikiprowetzky (La Fête et les Masques, opéra, 1973), notamment.
Comme compositeur, il est l'auteur de deux symphonies, d'un concerto pour violoncelle, d'une suite pour violoncelle seul, de pièces pour piano, d'une cantate pour soprano et chœur de femmes, et de Sonata, Cantata, Toccata, une partition écrite pour les Percussions de Strasbourg et interprétée au Festival du Marais en 1972.
Roger Albin meurt le 1er juin 2001 à Strasbourg,.